# Erwin Waldner
Pour les articles homonymes, voir Waldner.
Erwin Waldner, né le 24 janvier 1933 à Nürtingen et mort le 18 avril 2015 dans la même ville, est un footballeur allemand.
Il évoluait au poste d'attaquant.

## Biographie

### Carrière en club
Formé au TB Neckarhausen, Waldner rejoint le VfB Stuttgart, tout frais champion d'Allemagne, en 1952. Il y fait ses débuts sous la direction de Georg Wurzer (en). Il remporte la Coupe d'Allemagne en 1954 et en 1958, face au FC Cologne et au Fortuna Düsseldorf respectivement.
En 1960, il quitte Stuttgart pour le FC Zurich, où il reste un an. Il joue ensuite à la SPAL Ferrare, en Italie, puis revient en 1963 à Stuttgart, où il prend sa retraite sportive en 1967.

### Carrière internationale
Waldner compte treize sélections en équipe d'Allemagne de l'Ouest.
Il fait ses débuts lors d'un match amical face au Portugal le 19 décembre 1954, et marque son premier but face à l'Irlande le 18 mai 1955. Il marque son deuxième but lors de sa dernière cape, contre la Bulgarie le 21 décembre 1958.

## Palmarès
- Vainqueur de la Coupe d'Allemagne en 1954 et 1958 avec le VfB Stuttgart

## Statistiques
| Club              | Pays      | Période     | Matchs | Buts |
| ----------------- | --------- | ----------- | ------ | ---- |
| VfB Stuttgart     | Allemagne | 1952 - 1960 | 214    | 85   |
| FC Zurich         | Suisse    | 1960 - 1961 | 26     | 27   |
| SPAL Ferrare 1907 | Italie    | 1961 - 1963 | 18     | 2    |
| VfB Stuttgart     | Allemagne | 1963 - 1967 | 63     | 12   |